# Zebrzydowice (Silésie)
Pour les articles homonymes, voir Zebrzydowice.
Zebrzydowice est un village de la voïvodie de Silésie et du powiat de Cieszyn. Il est le siège de la gmina de Zebrzydowice et comptait 5 046 habitants en 2008.